# 2012 في تونس
فيما يلي قوائم الأحداث التي وقعت خلال عام 2012 في تونس.

## سياسة

### انتهاء فترة المنصب
- 30 مارس – محمد بن سالم عضو المجلس الوطني التأسيسي التونسي 2011-2014.
- 30 مارس – محمد عبو عضو المجلس الوطني التأسيسي التونسي 2011-2014.
- 12 أبريل – عبد اللطيف المكي عضو المجلس الوطني التأسيسي التونسي 2011-2014.
- 9 مايو – سمير ديلو عضو المجلس الوطني التأسيسي التونسي 2011-2014.
- 9 مايو – نور الدين البحيري عضو المجلس الوطني التأسيسي التونسي 2011-2014.
- 4 أكتوبر – محمد رؤوف النجار سفير تونس في فرنسا.

## رياضة
- 1 يناير – تونس في الألعاب الأولمبية الصيفية 2012
- 1 يناير – تونس في الألعاب البارالمبية الصيفية 2012

## أفلام
من الأفلام التي صدرت هذه السنة في تونس:
- 1 يناير – ما نموتش من إخراج نوري بوزيد.
- 19 مايو – يا خيل الله من إخراج نبيل عيوش.

## وفيات

### يناير
- 2 يناير – حسن مرزوق (مواليد 1930)
- 2 يناير – عبد الفتاح عمر (مواليد 1943) قانوني تونسي.

### مارس
- 14 مارس – الهادي قلة (مواليد 1951)

### أبريل
- 22 أبريل – إبراهيم كريت (مواليد 1940) لاعب كرة قدم تونسي.

### مايو
- 13 مايو – يوسف الرقيق (مواليد 1940)

### يونيو
- 23 يونيو – بريجيت إينجيرير (مواليد 1952) عازفة بيانو فرنسية.

### يوليو
- 20 يوليو – أحمد جدي (مواليد 1951) مؤرخ تونسي.

### سبتمبر
- 26 سبتمبر – حسيبة رشدي (مواليد 1918) مغنية تونسية.

### أكتوبر
- 1 أكتوبر – جميل الجودي (مواليد 1934) ممثل تونسي.
- 18 أكتوبر – صالح كركر (مواليد 1948) سياسي تونسي.
- 31 أكتوبر – عبد الرزاق الحمامي (مواليد 1935)

### نوفمبر
- 7 نوفمبر – عزيز ميلاد (مواليد 1938) رجل أعمال تونسي.

### ديسمبر
- 22 ديسمبر – كمال الدين جعيط (مواليد 1922)
- 25 ديسمبر – محمود الأرناؤوط (مواليد 1945) ممثل تونسي.
- 31 ديسمبر – طارق المكي (مواليد 1958) سياسي تونسي.